# Kanton Glarus
Kanton Glarus er en kanton i Schweiz. Hovedstaden hedder Glarus ligesom kantonen. Kantonen grænser mod syd til Graubünden, mod vest til Uri og Schwyz og mod øst til St. Gallen.
Glarus var et de otte områder, der sluttede sig til det schweiziske edsforbund inden 1353.
- Wikimedia Commons har flere filer relateret til Kanton Glarus

46°59′N 9°04′Ø / 46.98°N 9.07°Ø